# توماس فرناندز
توماس فرناندز (انگلیسی: Thomas Fernandez؛ زادهٔ ۳ اوت ۱۹۷۰) بازیکن فوتبال اهل فرانسه است.
از باشگاه‌هایی که در آن بازی کرده‌است می‌توان به باشگاه فوتبال المپیک مارسی و باشگاه فوتبال تولوز اشاره کرد.